# Agullana
Agullana es un municipio y localidad española del noreste de la provincia de Gerona, en Cataluña. Cuenta con una población de 909 habitantes (INE 2024).

## Geografía
Integrado en la comarca de Alto Ampurdán, se sitúa a 63 kilómetros de la capital provincial. El término municipal está atravesado por la autopista del Mediterráneo (AP-7) y por la carretera N-II entre los pK 771 y 772, además de por las carreteras provinciales GI-501, que conecta con La Bajol, y GI-504, que se dirige hacia Darníus. 
Agullana se encuentra en la zona más occidental de la sierra de la Albera y en las primeras elevaciones de los Pirineos. Atravesado en dirección noroeste/sudeste por el valle del Guilla y limitado por el este por el curso del Llobregat del Ampurdán. La villa de Agullana está situada en la confluencia del Guilla con el torrente del Gou. La zona norte es la más montañosa y está poblada de alcornocales, encinares y algún bosque de castaños en las zonas más altas. La parte más hacia el sur y el este es aquella en la que se encuentra la zona de cultivos. Tierra de paso, Agullana tiene en su término dos collados importantes: el Coll de Portell, en el extremo noroccidental (693 metros), y el Piug de Sangles al oeste (789 metros). Entre estos dos puntos se levanta el Puig de Prunés (832 metros), el más alto del término, que hace de frontera con Francia. La altitud oscila entre los 832 metros y los 90 metros a orillas del Llobregat del Ampurdán. El pueblo se alza a 166 metros sobre el nivel del mar. 
| Noroeste: Francia | Norte: La Junquera     | Noreste: La Junquera |
| Oeste: La Bajol   |                        | Este: La Junquera    |
| Suroeste: Darníus | Sur: Darníus y Capmany | Sureste: Capmany     |

## Historia

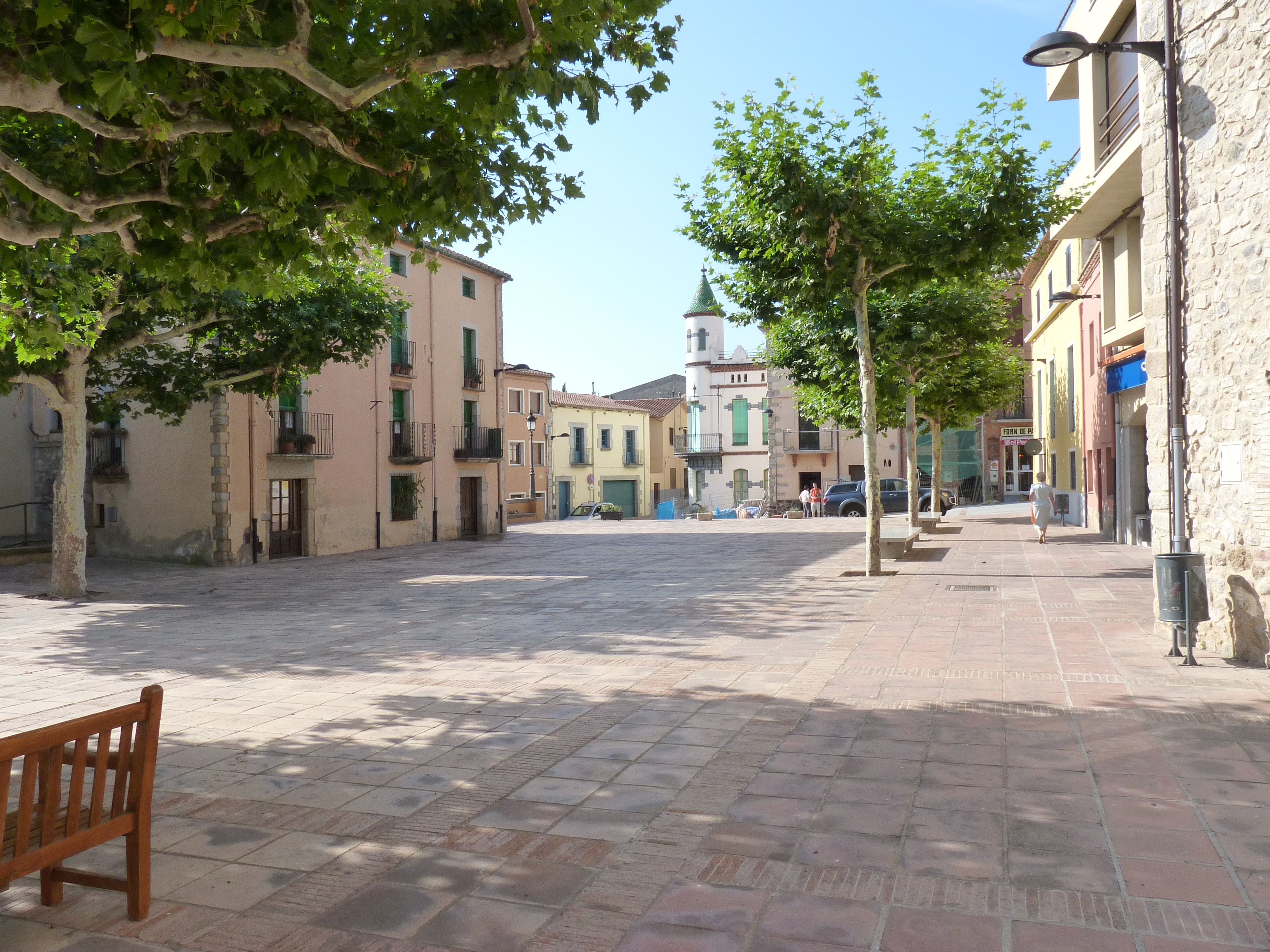
Plaza Mayor y Casa Estela.

El territorio del municipio de Agullana ya era habitado en la prehistoria. Es reflejo la presencia de cuatro monumentos megalíticos, dos dólmenes, dos menhires si la necrópolis de Can Bech de Baix, que pertenece a la cultura de los campos de urnas y está fechada entre los siglos IX y siglo VII a. C.  La primera referencia documental de Agullana se encuentra en 1019, con el nombre de Aguliana, en un documento en el que el obispo Pere Rotger cede la Ecclesiam Sanctae Mariae de Aguliana en la Canónica de Gerona.
Agullana formó parte de los dominios del vizcondado de Rocabertí. A mediados siglo XVIII se empezó a desarrollar la industria del corcho. En el momento de máximo esplendor, a principios del siglo XX, la villa contaba con cuarenta fábricas dedicadas a esta industria. Hoy sólo queda una. Muestra del desarrollo de Agullana en la época es toda una serie de edificios modernistas, como el chalet Parellada, la casa Estela, can Vidal, la escuela, el asilo Gomis o el café La concordia.

## Monumentos y lugares de interés
Entre otros, en Agullana se puede visitar la iglesia de Santa María y la sala de Exposiciones de la Necrópolis de Can Bech de Baix.
La iglesia de Santa María es un edificio de finales del siglo XII o comienzos del XIII. La esbeltez de la bóveda, las proporciones, el estilo y la estructura de los capiteles del portal son elementos representativos de la etapa final del arte románico en Cataluña. Es un templo de una sola nave, con una bóveda ligeramente apuntada en una sola pieza. El ábside semicircular, con bóveda en forma de almendra, se abre a la nave en un doble pliegue. Hacen el papel de crucero dos capillas laterales con cerchas en bóveda.
El collado de la Manrella, monumento a Lluís Companys. Aunque se sitúe en el territorio del municipio de Agullana, este collado está en Francia.

## Demografía
Agullana cuenta con una población de 909 habitantes (INE 2024).
| Gráfica de evolución demográfica de Agullana entre 1842 y 2021                                                      |
| |
| Población de derecho según los censos de población del INE Población de hecho según los censos de población del INE |

| 1515 | 1553 | 1717 | 1787 | 1857 | 1877 | 1887 | 1900 | 1910 | 1920 |
| ---- | ---- | ---- | ---- | ---- | ---- | ---- | ---- | ---- | ---- |
| 26   | 34   | 337  | 443  | 1250 | 1564 | 1529 | 1641 | 1798 | 1456 |
| 1930 | 1940 | 1950 | 1960 | 1970 | 1981 | 1990 | 1992 | 1994 | 1996 |
| 1180 | 1062 | 859  | 897  | 824  | 688  | 711  | 670  | 675  | 619  |
| 1998 | 1999 | 2000 | 2001 | 2002 | 2003 | 2004 | 2005 | 2006 | 2007 |
| 622  | 624  | 655  | 666  | 672  | 723  | 746  | 759  | 756  | 753  |
| 2008 | 2009 | 2010 | 2011 | 2012 | 2013 | 2014 | 2015 |      |      |
| 806  | 812  | 840  | 839  | 858  | 853  | 826  | 828  |      |      |

## Administración y política
El municipio está[¿cuándo?] gobernado por Esquerra Republicana de Catalunya-Acord Municipal (ERC-AM) en solitario. Tras las elecciones de 2015 fue investida alcaldesa Marina Gutés i Serra.
En las elecciones municipales de 2015, ERC-AM obtuvo un 41,09% de los votos y se hizo con tres concejales electos (Marina Gutés i Serra, Gobernación, Medioambiente y Bienestar Social. Alcalde; Aline Marie Pagés Guitard, Juventud, Fiestas Populares, Cultura y Enseñanza, primera teniente de alcalde; y Gerard Couto i Bota, Deportes, Sanidad, Hacienda e Urbanismo, segundo teniente de alcalde). CiU alcanzó un 29,78% y 2 concejales (Josep Jovell i Pujula "Juju" y Gemma Valls i Rubio) y la CUP-PA un 25% y otros dos concejales (Xandra Troyano Gontá y Benet Boadas i Pagès). La participación pasó del 73.08% al 76,06%.